# Agent Orange (minialbum)
Agent Orange – minialbum studyjny polskiej grupy muzycznej Bakflip. Płyta ukazała się 30 kwietnia 2012 roku.

## Lista utworów
1. „Agent Orange” – 2:50
2. „Rozkaz” – 3:15
3. „Wyłącz to” – 3:08
4. „Suma wszystkich lęków” – 3:55
5. „Kontakt” (scratche: Dj Flip) – 3:39
6. „Do góry” – 3:30
7. „Nie mów, że to dla mnie” – 3:23
8. „TV” – 4:10